# 鑽石公主號
钻石公主號（英語：Diamond Princess）是由公主郵輪運營的遊輪，船型屬於至尊級郵輪。钻石公主號和其姊妹舰藍寶石公主號是至尊級郵輪中最大的兩艘郵輪，此兩艘郵輪舷寬37.5米（123英尺0英寸），而至尊級的其他郵輪舷寬只有36米（118英尺1英寸）。钻石公主號和蓝宝石公主号皆由三菱重工在日本长崎建造，為第一艘由日本造船厂建造的公主郵輪。钻石公主號于2004年3月投入运营，在北半球夏季和冬季分別在亚洲和澳大利亚附近海上巡游。

## 巡游地點
在2014年之前，钻石公主號的始發地點主要位於澳大利亚和新西兰。从2014年开始，該船開始從横滨市出發前往東京都或神户市。 
在2016-17年間，它的母港位於新加坡。2016年12月，馬來西亞哥打京那巴鲁和越南芽庄開始成為鑽石公主號的目的地。在2017-18年間，鑽石公主號的始發地點搬到了澳大利亚悉尼。
2018年，钻石公主號再次來到东南亚和東亞，並且往來於日本、韩国、新加坡、越南、台湾和马来西亚之间。预计钻石公主號将一直保留东南亚（主要在日本海域）航線至2021年初。

## 疫情事件

### 腸胃炎事件
2016年2月，鑽石公主號上的158名乘客和船員感染了由諾羅病毒引起的腸胃炎。

### 2019冠狀病毒病事件
2020年2月1日一名80歲香港老翁確診罹患2019冠状病毒病，他曾於1月20日於日本橫濱港登上啟航的鑽石公主號，並於1月25日在香港啟德郵輪碼頭上岸。事件爆發後，鑽石公主號從2月4日起停留在橫濱港大黑埠頭，船上人員進行個人艙房隔離14日，有相關症狀的人員才接受日本厚生勞動省檢疫。船上共有3571名船員及乘客。截至5月16日，船上人員已有734名確診，其中6人下船後死亡，总共死亡13人。而根據厚生勞動省發出的資料，於1月20日已有2名旅客病發，較該80歲老翁於1月23日病發更早，顯示該老翁未必是郵輪上首名受感染病人，郵輪上出現8代傳播。公主郵輪宣佈，鑽石公主號該航程旅客費用全免。
經過多日隔離後，船上環境條件變差，且一些慢性病患者因為所攜帶藥物用完而無藥可服用，紛紛向外求助，有意見指應研究讓沒有徵狀的人提早下船，但日方認為很難確保足夠的等待場所供沒有可疑徵狀旅客入住，使日本政府對事件的處理面臨難題。最終，厚生勞動省於2月13日宣佈將讓80歲以上旅客、有慢性病旅客以及住在無窗房間的旅客在檢驗陰性的前提下提早下船，移動到政府指定地點隔離至2月19日為止。日本厚生劳动大臣加藤勝信表示，鑽石公主號上新型冠状病毒检测呈阴性的乘客可以从19日起下船。旅客在船上滯留多日，他們反映船上的環境日差；而將一些原本沒有患病的乘客困在船上被專家質疑是否符合人道，多倫多大學傳染病學教授認為將人和病毒困在一個載體上可能使更多人受感染。
2月17日，美國國務院包租兩架卡利塔航空貨機，從羽田機場載回船上380名沒有確診且有意願提早下船返國的美國公民，抵達美國後將在空軍基地隔離14天。
2月19日，韓國政府派出一架行政專機，由羽田機場載回船上沒有確診的韓國公民。
2月19日晚上，香港政府安排兩架國泰航空波音777-300包機，由羽田機場載回船上沒有確診的香港居民，而所有相關人士翌日早上抵港後被送往駿洋邨檢疫中心檢疫14日。中國駐日本大使館發稿稱「在中央政府的統籌下，經中國駐日本大使館、外交部駐香港公署、香港特別行政區政府有關部門緊密協調，特區政府將派包機撤離『中國乘客』前往香港」，但公告未有進一步解釋「中國同胞」是否包括內地人還是就是指這批港人。香港政府指目前為止都沒有收過任何接收內地居民的情況，包機全部是香港居民，沒有澳門或內地居民。
2月21日，中華民國政府派遣一架包機，由桃園機場直飛日本羽田機場載回船上沒有確診的19名中華民國公民返回台灣。於晚間9時48分返回台灣後，進行人員檢疫並實施院所隔離。
2月21日晚上，香港政府安排的第二架國泰航空包機由羽田機場載回船上沒有確診的香港居民返港，總數84人，另有2名澳門居民抵港後由澳門政府安排的專車，經港珠澳大橋返回澳門。香港保安局副局長區志光指日方安排混亂致18名港人被當作緊密接觸者，而未能乘搭國泰包機，他們自費改乘全日空航班於22日凌晨抵港。抵港後他們也會入住駿洋邨隔離檢疫14日。
3月1日，厚生勞動省公布，鑽石公主號全員已下船，包括現年44歲的義大利籍船長真納羅·阿爾馬（Gennaro Arma），船公司表示船長身體健康良好。
5月16日，鑽石公主號離開停泊三個多月的橫濱港，不載客前往馬來西亞。船公司表示船上已完成客艙消毒、床墊等物品的替換作業，在10月1日之前沒有安排任何載客航程。
從全球共享流感數據倡議組織的數據庫GISAID裡獲取了 28 份 SARS-CoV-2 樣本的全基因組序列。郵輪上之所以爆發 SARS-CoV-2 疫情，很有可能是因為有一個人感染了與 WIV04 分離毒株同源的變異病毒，或者另外還存在一位感染了 11083G>T 突變病毒的原發病例。在 64.2% (18/28) 的樣本中總共發現了 24 種新的突變，而且這些病毒演變成了至少 5 個亞群。連鎖不平衡分析證實了核糖核酸 (RNA) 重組與 11083G > T 突變也會提高病毒子代間的突變機率。研究結果顯示，SARS-CoV-2 病毒發生 11083G>T 突變傳播的原因在於在船舶檢疫隔離期間正性選擇壓力下RNA重組的新發突變。